# Saltos ornamentais nos Jogos Olímpicos de Verão de 2008 - Plataforma 10 m individual feminino
A competição da plataforma de 10 m individual feminino dos saltos ornamentais nos Jogos Olímpicos de Verão de 2008 foi realizada nos dias 20 e 21 de agosto no Centro Aquático Nacional de Pequim.
A competição de saltos ornamentais é composta de 3 fases. Na primeira, as 29 atletas executam cinco saltos. As 18 atletas mais bem colocadas se classificam para as semifinais. Novamente, cada atleta executa cinco saltos e as 12 mais bem colocadas avançam para as finais. A cada nova fase, os resultados da fase anterior são desconsiderados. Nas finais, as atletas executam mais cinco saltos.
Cada salto é avaliado por sete juízes, com notas de zero a dez e incremento de meio (0,5) ponto. A pontuação abaixo de 7,0 e acima de 9,5 são raros. Dessas sete notas, são descartadas a nota mais baixa e a mais alta. As demais notas são somadas, multiplicadas por 0,6 e depois multiplicada pelo grau de dificuldade do salto. Este é o valor atribuído ao salto.

## Calendário
| Agosto                        | Agosto | 6 | 7 | 8 | 9 | 10 | 11 | 12 | 13 | 14 | 15 | 16 | 17 | 18 | 19 | 20 | 21 | 22 | 23 | 24 |
| ----------------------------- | ------ | - | - | - | - | -- | -- | -- | -- | -- | -- | -- | -- | -- | -- | -- | -- | -- | -- | -- |
| Plataforma 10 m ind. feminino |        |   |   |   |   |    |    |    |    |    |    |    |    |    |    | P  | F  |    |    |    |

|  | Dia de competição |  | Dia de final |

## Medalhistas
| Ouro   | CHN Chen Ruolin    |
| Prata  | CAN Emilie Heymans |
| Bronze | CHN Wang Xin       |

## Resultados

### Preliminar
Das 29 atletas qualificadas para os saltos, apenas 18 atletas passam para as semifinais. Esses foram os resultados da fase preliminar:
| Posição | Atleta                        | Saltos | Saltos | Saltos | Saltos | Saltos | Total  |
| Posição | Atleta                        | 1      | 2      | 3      | 4      | 5      | Total  |
| ------- | ----------------------------- | ------ | ------ | ------ | ------ | ------ | ------ |
| 1       | CHN Chen Ruolin               | 76,50  | 83,20  | 86,40  | 85,80  | 96,90  | 428,80 |
| 2       | CHN Wang Xin                  | 76,50  | 91,20  | 80,00  | 82,50  | 90,10  | 420,30 |
| 3       | CAN Emilie Heymans            | 81,60  | 70,40  | 94,05  | 71,40  | 86,40  | 403,85 |
| 4       | AUS Alexandra Croak           | 73,60  | 66,00  | 84,15  | 78,40  | 81,60  | 383,75 |
| 5       | USA Laura Wilkinson           | 81,00  | 63,00  | 74,80  | 72,00  | 79,90  | 370,70 |
| 6       | MEX Tatiana Ortiz             | 73,50  | 48,00  | 72,60  | 76,80  | 74,80  | 345,70 |
| 7       | MEX Paola Espinosa            | 67,50  | 62,70  | 59,50  | 67,20  | 86,70  | 343,60 |
| 8       | AUS Melissa Wu                | 76,50  | 72,00  | 67,20  | 37,95  | 86,70  | 340,35 |
| 9       | JPN Mai Nakagawa              | 67,20  | 60,90  | 63,00  | 63,80  | 76,50  | 331,40 |
| 10      | USA Haley Ishimatsu           | 52,70  | 64,50  | 72,00  | 68,40  | 71,40  | 329,00 |
| 11      | ITA Tania Cagnotto            | 63,00  | 62,35  | 52,50  | 81,60  | 68,85  | 328,30 |
| 12      | GBR Tonia Couch               | 67,20  | 63,00  | 76,50  | 62,40  | 51,30  | 320,40 |
| 13      | PRK Un Hyang Kim              | 58,50  | 81,60  | 72,60  | 30,40  | 73,10  | 316,20 |
| 14      | GBR Stacie Powell             | 41,85  | 74,25  | 75,20  | 49,50  | 73,10  | 313,90 |
| 15      | ITA Valentina Marocchi        | 67,20  | 64,80  | 65,25  | 48,60  | 67,20  | 313,05 |
| 16      | SWE Elina Eggers              | 61,60  | 60,90  | 56,55  | 65,60  | 64,80  | 309,45 |
| 17      | CAN Marie-Eve Marleau         | 66,00  | 36,30  | 64,60  | 52,80  | 76,80  | 296,50 |
| 18      | PRK Jin Ok Kim                | 67,50  | 62,40  | 34,65  | 73,10  | 54,25  | 291,90 |
| 19      | GER Christin Steuer           | 63,00  | 71,40  | 76,50  | 30,40  | 49,50  | 290,80 |
| 20      | UKR Iuliia Prokopchuk         | 50,40  | 58,50  | 63,80  | 48,00  | 69,70  | 290,40 |
| 21      | FRA Audrey Labeau             | 64,60  | 61,50  | 36,25  | 58,80  | 68,80  | 289,95 |
| 22      | AUT Anja Richter              | 74,80  | 58,80  | 58,50  | 60,80  | 34,80  | 287,70 |
| 23      | BRA Juliana Veloso            | 71,40  | 60,20  | 56,55  | 54,00  | 41,60  | 283,75 |
| 24      | ROU Ramona Maria Ciobanu      | 51,80  | 45,90  | 60,80  | 63,00  | 57,60  | 279,10 |
| 25      | FRA Claire Febvay             | 58,80  | 26,40  | 63,00  | 30,60  | 76,50  | 255,30 |
| 26      | GRE Eftychia Papavasilopoulou | 50,40  | 49,50  | 34,80  | 62,90  | 54,40  | 252,00 |
| 27      | MAS Pandelela Rinong Pamg     | 36,45  | 53,65  | 67,50  | 57,60  | 34,00  | 249,20 |
| 28      | RUS Natalia Goncharova        | 58,50  | 60,80  | 57,80  | 32,00  | 31,35  | 240,45 |
| 29      | GER Annett Gamm               | 49,50  | 44,80  | 56,00  | 51,00  | 33,00  | 234,30 |

### Semifinal
A ordem de salto da semifinal é a inversa a classificação, ou seja, a 18ª classificada será a 1ª a saltar e a 1ª classificada a última a saltar. Apenas 12 atletas mais bem classificadas passam para a próxima fase. Esses foram os resultados da semifinal:
| Posição | Atleta                 | Saltos | Saltos | Saltos | Saltos | Saltos | Total  |
| Posição | Atleta                 | 1      | 2      | 3      | 4      | 5      | Total  |
| ------- | ---------------------- | ------ | ------ | ------ | ------ | ------ | ------ |
| 1       | CHN Chen Ruolin        | 81,00  | 91,20  | 86,40  | 89,10  | 96,90  | 444,60 |
| 2       | MEX Paola Espinosa     | 72,00  | 84,15  | 83,30  | 84,80  | 76,50  | 400,75 |
| 3       | CHN Wang Xin           | 76,50  | 86,40  | 81,60  | 70,95  | 73,10  | 388,55 |
| 4       | CAN Emilie Heymans     | 81,60  | 81,60  | 52,80  | 76,50  | 81,60  | 374,10 |
| 5       | MEX Tatiana Ortiz      | 67,50  | 57,60  | 62,70  | 78,40  | 83,30  | 349,50 |
| 6       | USA Laura Wilkinson    | 67,50  | 46,80  | 73,10  | 72,00  | 86,70  | 346,10 |
| 7       | CAN Marie-Eve Marleau  | 75,00  | 44,55  | 76,50  | 68,80  | 70,40  | 335,25 |
| 8       | AUS Melissa Wu         | 76,50  | 76,80  | 72,00  | 34,65  | 71,40  | 331,35 |
| 9       | SWE Elina Eggers       | 63,00  | 69,60  | 59,45  | 64,00  | 59,40  | 315,45 |
| 10      | JPN Mai Nakagawa       | 67,20  | 66,70  | 60,00  | 49,30  | 71,40  | 314,60 |
| 11      | GBR Stacie Powell      | 58,90  | 51,15  | 68,80  | 60,00  | 62,90  | 301,75 |
| 12      | GBR Tonia Couch        | 63,00  | 58,50  | 66,30  | 60,80  | 48,60  | 297,20 |
| 13      | ITA Tania Cagnotto     | 63,00  | 55,10  | 52,50  | 61,20  | 64,80  | 296,60 |
| 14      | USA Haley Ishimatsu    | 69,75  | 76,50  | 43,20  | 57,60  | 45,90  | 292,95 |
| 15      | ITA Valentina Marocchi | 63,00  | 44,55  | 63,80  | 43,20  | 68,60  | 283,15 |
| 16      | PRK Un Hyang Kim       | 63,00  | 38,40  | 36,30  | 52,80  | 76,50  | 267,00 |
| 17      | PRK Jin Ok Kim         | 63,00  | 57,60  | 29,70  | 59,50  | 49,60  | 259,40 |
| 18      | AUS Alexandra Croak    | 35,20  | 63,00  | 39,60  | 49,60  | 62,90  | 250,30 |

### Final
Assim como na semifinal, a ordem de salto é a inversa a classificação da semifinal, ou seja, a 12ª classificada será a 1ª a saltar e a 1ª classificada a última a saltar. Esses foram os resultados da final:
| Posição | Atleta                | Preliminar | Preliminar | Semifinal | Semifinal | Saltos | Saltos | Saltos | Saltos | Saltos | Total  |
| Posição | Atleta                | Pontos     | Pos.       | Pontos    | Pos.      | 1      | 2      | 3      | 4      | 5      | Total  |
| ------- | --------------------- | ---------- | ---------- | --------- | --------- | ------ | ------ | ------ | ------ | ------ | ------ |
|         | CHN Chen Ruolin       | 428,80     | 1          | 444,60    | 1         | 85,50  | 84,80  | 88,00  | 89,10  | 100,30 | 447,70 |
|         | CAN Emilie Heymans    | 403,85     | 3          | 374,10    | 4         | 83,30  | 86,40  | 84,15  | 95,20  | 88,00  | 437,05 |
|         | CHN Wang Xin          | 420,30     | 2          | 388,55    | 3         | 79,50  | 84,80  | 86,40  | 89,10  | 90,10  | 429,90 |
| 4       | MEX Paola Espinosa    | 343,60     | 7          | 400,75    | 2         | 72,00  | 84,15  | 68,00  | 75,20  | 81,60  | 380,95 |
| 5       | MEX Tatiana Ortiz     | 345,70     | 6          | 349,50    | 5         | 63,00  | 40,00  | 72,60  | 86,40  | 81,60  | 343,60 |
| 6       | AUS Melissa Wu        | 340,35     | 8          | 331,35    | 8         | 79,50  | 75,20  | 72,00  | 24,75  | 86,70  | 338,15 |
| 7       | CAN Marie-Eve Marleau | 296,50     | 17         | 335,25    | 7         | 76,50  | 39,60  | 81,60  | 67,20  | 67,20  | 332,10 |
| 8       | GBR Tonia Couch       | 320,40     | 12         | 297,20    | 12        | 67,20  | 64,50  | 73,10  | 67,20  | 56,70  | 328,70 |
| 9       | USA Laura Wilkinson   | 370,70     | 5          | 346,10    | 6         | 72,00  | 43,20  | 45,90  | 64,00  | 86,70  | 311,80 |
| 10      | GBR Stacie Powell     | 313,90     | 14         | 301,75    | 11        | 69,75  | 64,35  | 46,40  | 46,50  | 76,50  | 303,50 |
| 11      | JPN Mai Nakagawa      | 331,40     | 9          | 314,60    | 10        | 71,40  | 49,30  | 37,50  | 66,70  | 71,40  | 296,30 |
| 12      | SWE Elina Eggers      | 309,45     | 16         | 315,45    | 9         | 63,00  | 72,50  | 33,35  | 57,60  | 59,40  | 285,85 |